# Montes Taurus

Gestein aus den Montes Taurus im Naturhistorischen Museum Wien

Die Montes Taurus sind ein zerklüftetes Gebirge auf dem Erdmond.
Die Berge liegen auf einem Hochplateau im Osten des Mare Serenitatis auf den selenographischen Koordinaten 27° N und 40° E. Das Gebirge hat einen Durchmesser von rund 170 km; einige Gipfel erreichen Höhen von 3.000 m.
In dem Gebirge ist eine Reihe von Kratern eingebettet. Im Südwesten des Gebirges befindet sich der Krater Römer, im Nordosten Newcomb.
Hier landeten Luna 21 und Apollo 17.
Der deutsche Astronom Johannes Hevelius gab dem Gebirge seinen Namen nach dem Taurusgebirge in der Süd-Türkei. 